# Heidrun E. K. Hartmann
Heidrun Elsbeth Klara Hartmann , également Heidi EK Hartmann (née le 5 août 1942 à Kołobrzeg ; † 11 juillet 2016 à Hambourg ) est une botaniste allemande, spécialiste des plantes succulentes.

## Biographie
Heidrun E. K. Hartmann est née Heidrun Elsbeth Klara Osterwald.
De 1970 à 2007, Hartmann a enseigné à l'Université de Hambourg au Département de botanique systématique et, depuis son habilitation en 1982, elle est chargée de cours privé. Depuis 1969, ses recherches ont porté sur la famille végétale des Aizoaceae. Elle a traité de presque tous les genres de cette famille et a publié les résultats de la recherche dans plus de 130 livres et articles. De 2001 à 2016, avec Sigrid Liede-Schumann (de l'université de Bayreuth), elle étudie la morphologie et la biologie moléculaire du genre Trianthema et à partir de 2007 elle s'intéresse également aux genres Drosanthemum et Delosperma. Son manuel en deux volumes Aizoaceae, dont elle a achevé la 2e édition révisée peu de temps avant sa mort, est considéré comme l'ouvrage de référence pour cette famille de plantes.
Hartmann était membre de la Linnean Society, de l' AETFAT et de l'Organisation Internationale d'Etude des Succulentes (en)
Heidrun Hartmann était mariée au Professeur de théologie Wilfried Hartmann (de). Elle a été enterrée au cimetière de Hambourg Ohlsdorf au-dessus du cimetière commémoratif d'Althamburg.

## Hommages
En 1996, le genre Hartmanthus a été nommé d'après elle par Steven A. Hammer . En 2012, une espèce du genre Gibbaeum présente en Afrique du Sud  a été nommée Gibbaeum hartmannianum, en 2018 une espèce tropicale du genre Delosperma a été nommée Delosperma heidihartmanniae.